# ヴァスコ・ベルガマスキ
ヴァスコ・ベルガマスキ（Vasco Bergamaschi、1909年9月29日 - 1979年9月24日）は、サン・ジャコーモ・デッレ・セニャーテ出身の元自転車競技（ロードレース）選手。1935年のジロ・デ・イタリア総合優勝者である。

## 経歴
プロ年代は、1930年及び1932年から1943年。
1935年のジロ・デ・イタリアでは、第1、11ステージを制し、総合優勝を果たした。その後、ツール・ド・フランスでも区間1勝を挙げる。また、ジロ・デル・ヴェネトを優勝。
1936年、ジロ・デ・イタリア総合8位。
1939年、ジロ・デ・イタリア区間1勝。